# Zhang Zhehan
Zhang Zhehan (chinês: 张哲瀚, pinyin: Zhāng Zhéhàn, nascido em 11 de maio de 1991) é um ator e cantor chinês. Zhang é mais conhecido por seu papel em Palavra de Honra.
Em 2021, Zhang enfrentou severo boicote em seu país natal, China, depois de surgirem online fotos em que o ator visitava os Santuários Yasukini e Nogi, no Japão, devido a esses locais representarem homenagens a militares japoneses que invadiram a China.

## Primeiros Anos
Zhang Zhehan nasceu em Xinyu, na província chinesa de Jiangxi, em 11 de maio de 1991. Formou-se pela Academia de Teatro de Xangai.

## Carreira
Em 2010, Zhang inicia sua carreira como ator ao participar da drama romântico Why Love You. Logo após, Zhang assina contrato com o estúdio do produtor e roteirista Yu Zheng, estrelando no papel principal na série de comédia na web Crazy for Palace.
Em 2014, Zhang chama atenção em seu papel como Sun Heli, um médico imperial, no drama Palace 3: The Lost Daughter. Em setembro, estreia Cosmetology High, onde vive o vilão Pei Yuntian. Em dezembro , Zhang encarna Ye Lu Qi no drama The Romance of the Condor Heroes.
Em setembro de 2015, Zhang participa do reality show China and South Korea Dream Team, onde age ativamente para a vitória do time chinês. Ainda em setembro, o drama Nirvana in Fire, onde Zhang faz uma participação como o personagem Lin Shu ainda jovem,  e o drama Love Yunge from the Desert, em que Zhang interpreta Liu Xu, estreiam. Em outubro, o drama Legend of Ban Shu, em que vive o protagonista Wei Ying, tem sua transmissão iniciada pela CCTV.
Em 2016, Zhang interpreta Ming Xia na série Demon Girl.
Em 2018, Zhang ganha fama ao interpretar Long Fei Ye em Legend of Yunxi.
Em 03 de junho de 2020, Zhang é anunciado, junto a Simon Gong, como protagonista do  wuxia BL Palavra de Honra.

## Polêmica
Em 13 de agosto de 2021, surgiram online fotos de Zhang posando em frente à cerejeiras, próximas ao Santuário Yasukuni (Japão), em 2018, e do ator participando de uma cerimônia de casamento no Santuário Nogi, em 2019. Os santuários são controversos na China devido a serem homenagens à oficiais militares do Japão imperial ou soldados que participaram em conflitos entre os países: o Santuário Nogi é uma homenagem à Nogi Maresuke, comandante durante a Batalha de Port Arthur, que causou um massacre na cidade chinesa de Lüshunkou; o Santuário Yasukuni, inicialmente criado para homenagear soldados mortos em combate, polemiza pela inserção do nome de 14 soldados condenados como criminosos de guerra pelos aliados, sendo então considerado uma afronta por Coréia do Sul e China.
Durante o casamento, Zhang também foi fotografado ao lado de Dewi Sukarno, viúva do ex-presidente da Indonésia, Sukarno. Dewi era previamente conhecida dos chineses após, em 2017, causar polêmica na China ao defender a decisão de um hotel japonês de exibir livros que negam o Massacre de Nanquim.
A descoberta das fotos provocaram indignação entre os internautas chineses. Em 13 de agosto de 2021, Zhang emitiu um pedido de desculpas, afirmando:
"Hoje, tenho vergonha de mim mesmo por ter sido ignorante e tenho que me desculpar profundamente por minha má conduta anterior. Fui ao casamento de um amigo no Japão e é minha culpa não ter conhecimento do histórico do local e do histórico político de outras pessoas presentes ao casamento. No passado, eu gostava de tirar fotos aleatórias quando viajava pelo mundo. Devido à falta de conhecimento da arquitetura e história locais e ao ser descuidado com o conteúdo ao tirar fotos, o resultado foi algo que afetou gravemente os sentimentos de compatriotas. Faço este pedido de desculpas publicamente: me perdoem."
Em resposta à declaração de Zhang Zhehan, o Diário do Povo (People's Daily), maior grupo jornalístico chinês, declarou:
"Como figura pública, a falta de conhecimento histórico e o desconhecimento do sofrimento da nação são inaceitáveis".
A Associação Chinesa de Artes Cênicas (CAPA), uma associação voluntária composta por empresas de gestão e membros da indústria do entretenimento, pediu o boicote a Zhang devido às fotos controversas. Diversas marcas encerraram os contratos publicitários com o ator. Tencent Video, Youku, iQIYI e Mango TV retiraram voluntariamente os trabalhos do ator de suas plataformas de streaming, na China,  e as cenas de Zhang no filme 1921 foram substituídas pelo ator Ni Hanjin. O Sina Weibo retirou o tópico que tratava do ator, enquanto suas contas pessoais e de estúdio foram removidas do TikTok e do Douban.
Em 24 de dezembro de 2021, o cineasta, produtor e diretor do Projeto Escudo Dourado, Li Xuezheng revelou em sua conta na rede social Weibo que a polícia de Pequim havia aceito a acusação de difamação apresentada pelo ator. Li Xuezheng ressaltou que, mesmo que tenha visitado o Santuário Yasukuni, Zhang Zhehan tem direito à apelação e investigação. Anteriormente, o cineasta e produtor já havia criticado a China Association of Performing Arts (CAPA) por banir celebridades a partir de repercussão pública emocional, sem respeitar os procedimentos processuais.
Em entrevista publicada pelo diretor Li Xuezheng, em 01 de janeiro de 2022, Zhang alegou nunca ter visitado o Santuário Yasukuni, tendo apenas ido até ao pátio das famosas árvores de cerejeira (Sakura). Zhang sofreu violência online e pública, tendo recebido coroas de flores como forma de ameaça, em sua casa. Durante a entrevista, o ator também contou sobre os pensamentos suicidas que sua mãe e ele passaram e o pavor que viveram:
“Tanto minha mãe quanto eu entramos em pânico. Eu não me arriscava a sair e até comecei a duvidar de mim mesmo. Sempre fui muito patriótico, mas de repente, após o incidente, as pessoas estavam me chamando de traidor. Eles até diziam que minha mãe era amante de um japonês e insultaram meu pai, que faleceu em 2016. Eu vivo com medo e não me atrevo a sair de casa.”
Em 02 de abril de 2022, Zhang Zhehan publicou fotos em sua conta no Instagram, gerando expectativas de um retorno do ator.

## Filmografia

### Séries de Televisão
| Ano  | Título                           | Título Original  | Papel              | Notas/Ref.   |
| ---- | -------------------------------- | ---------------- | ------------------ | ------------ |
| 2010 | Why Love You                     | 怎么会爱上你     | Xia Yanxi          | [ 3 ]        |
| 2013 | Crazy for Palace                 | 我为宫狂         | Xiao Hao           | [ 3 ] [ 4 ]  |
| 2014 | Palace 3: The Lost Daughter      | 宫锁连城         | Sun Heli           | [ 4 ]        |
| 2014 | Cosmetology High                 | 美人制造         | Pei Yuntian        | [ 5 ]        |
| 2014 | The Romance of the Condor Heroes | 神雕侠侣         | Ye Lu Qi           | [ 6 ]        |
| 2015 | Love Yunge from the Desert       | 大汉情缘之云中歌 | Liu Xu             | [ 7 ]        |
| 2015 | Nirvana in Fire                  | 琅琊榜           | Lin Shu (jovem)    | [ 7 ]        |
| 2015 | Legend of Ban Shu                | 班淑传奇         | Wei Ying           | [ 3 ] [ 8 ]  |
| 2016 | Demon Girl                       | 半妖倾城         | Ming Xia           | [ 2 ]        |
| 2018 | Legend of Yunxi                  | 芸汐传           | Long Fei Ye        | [ 3 ]        |
| 2021 | Palavra de Honra                 | 山河令           | Zhou Zishu Zhou Xu | [ 31 ] [ 9 ] |

### Programas de Variedades
| Ano  | Título                           | Título Original | Papel            | Notas/Ref. |
| ---- | -------------------------------- | --------------- | ---------------- | ---------- |
| 2015 | China and South Korea Dream Team | 中韩梦之队      | Membro do elenco | [ 2 ]      |

## Discografia

### Single
| Ano  | Título                           | Notas/Ref.                         |
| ---- | -------------------------------- | ---------------------------------- |
| 2021 | 心若向阳 "Heart Towards the Sun" | Lançado em 24 de março de 2021.    |
| 2021 | Forgive                          | Lançado em 14 de novembro de 2021. |